# Macrohomotoma geniculata
Macrohomotoma geniculata är en insektsart som beskrevs av Mathur 1975. Macrohomotoma geniculata ingår i släktet Macrohomotoma och familjen Homotomidae. Inga underarter finns listade i Catalogue of Life.